# Temple Wenwu du lac du Soleil et de la Lune
Le temple Wenwu du lac du Soleil et de la Lune (chinois : 日月潭文武廟 ; pinyin : Rìyuètán wénwǔ miào ; litt. « temple de la culture et de la guerre du bassin du Soleil et de la Lune ») est un temple Wenwu (temple confucéen) situé sur le périmètre du lac du Soleil et de la Lune dans le canton de Yuchi, comté de Nantou, à Taïwan.

## Histoire
À l’origine, il y avait deux temples sur les côtes du lac du Soleil et de la Lune. Cependant, en raison des projets du gouvernement japonais pendant la colonisation de l'île d’utiliser le lac pour générer de l’électricité, un barrage a été construit, faisant monter le niveau des eaux. Les deux temples ont été démolis, puis reconstruit en 1938 là où se trouve maintenant le temple Wenwu.
Après la rétrocession de Taïwan par le Japon à la République de Chine en 1945, le gouvernement dépensa de l’argent pour développer l’industrie du tourisme autour du lac et de la région environnante. Le temple Wenwu a été reconstruit à nouveau en 1969, pour le rendre plus grand, plus imposant et accentuer sa ressemblance avec les palais chinois.

## Architecture

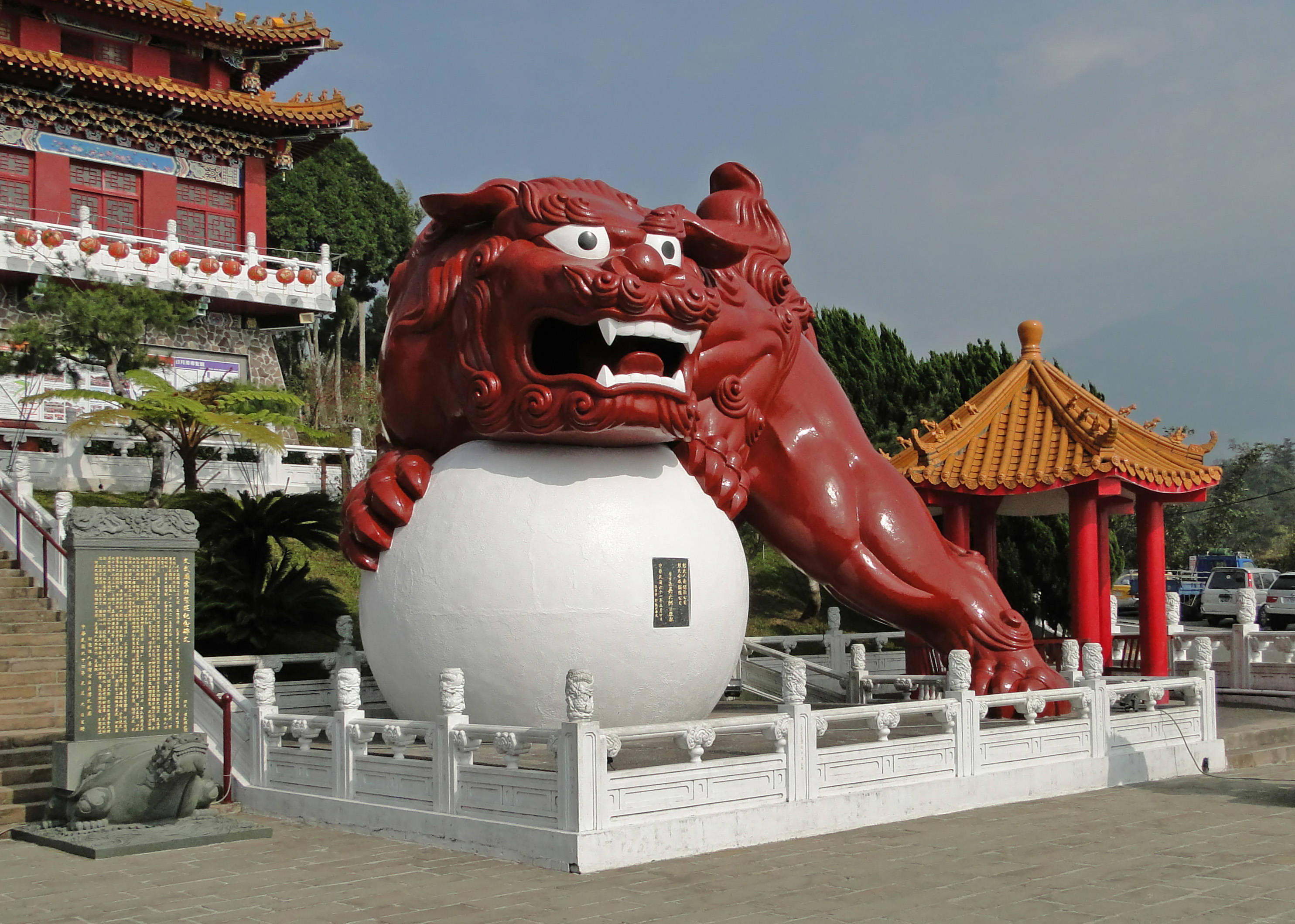
Lion gardien chinois.

Le temple consiste en trois salles. La première salle, située au deuxième étage de la salle d’entrée, est un sanctuaire dédié au Premier Ancêtre Kaiji et au Dieu de la Littérature. La salle centrale est dédiée à Guan Gong, le Dieu de la Guerre et au Dieu-guerrier Yue Fei, deux généraux chinois déifiés. L’arrière-salle est dédiée à Confucius.
Des lions gardiens chinois sont présents à l’entrée du temple, l’un mâle, l’autre femelle. Toutefois, aucun lion ne peut être trouvé dans les temples Wenwu  de la Chine continentale.

## Transports
Le temple est accessible par bus depuis la station de train de Taipei, la station de Taichung et la station THSR de Taichung.